# Marcelino Flores Conhein
Marcelino Flores Conhein o Cohnhein, militar español que luchó en la guerra civil española.
En julio de 1936 era comandante en el regimiento Vitoria n.º 8 de guarnición en Málaga. Posiblemente siguió a sus compañeros los primeros días en los que mantuvieron una actitud favorable a la sublevación. Tras las conversaciones entre los militares y los poderes civiles, las tropas muestran su lealtad a la República el día 19 de julio. Gracias a la actuación del gobernador civil José Antonio Fernández Vega, no se produce una represión sobre la mayoría de dichos militares.
No se tiene noticias sobre su actuación en el frente malagueño.
El 21 de enero de 1937 sustituye a Simón Calcaño como 2.º jefe de la columna de Guadalajara, estando en dicho frente al inicio de la batalla de Guadalajara.
Tras la guerra, hacia 1940, lo encontramos en España con el rango de teniente coronel.